# Портной, Саул Исаакович
Саул Исаакович Портной (22 сентября 1909, Кобеляки Полтавской губернии — 2001) — российский инженер, специалист в области антенно-фидерной техники, лауреат Сталинской премии (1952).

## Биография
Родился в городе Кобеляки Полтавской губернии.
Окончил ЛЭТИ (1935). До 1952 г. там же на преподавательской и научной работе.
После начала войны призван в РККА 7 июля 1941 года, воевал на Ленинградском фронте помощник начальника связи 281 дивизиона (Ленинградский фронт). В августе 1941 г. тяжело ранен, после лечения в госпитале служил в Уральском военном округе. Демобилизован в октябре 1945 года, вернулся в ЛЭТИ.
В 1946—1988 годах работал в НИИ-49 (ЦНИИПА, ЦНИИ «Гранит»). С 1947 г. — заместитель главного конструктора РЛС «Флаг». В 1953—1955 годах — конструктор приборов для станции «Чайка». В 1955—1958 годах — заместитель главного конструктора РЛС ДО для ПЛ «Касатка». Участник разработки БСУ «Шторм», РЛС «Заря», «Корвет-Севан».

## Награды
Сталинская премия 1952 года — за работу в области связи.
Награждён орденом Отечественной войны II степени (1985), медалями «За оборону Ленинграда», «За победу над Германией».